# Eccidio di Mommio di Fivizzano
L'eccidio di Mommio fu un crimine di guerra nazifascista avvenuto tra il 4 e il 5 maggio del 1944 nell'omonima frazione e nelle zone limitrofe del comune di Fivizzano. Fu la prima di una serie di stragi compiute dai nazisti nella provincia di Massa-Carrara nel periodo che va dalla primavera all'autunno del 1944, tra cui l'Eccidio di Vinca, l'Eccidio di San Terenzo Monti, l'Eccidio di Bergiola Foscalina e la Strage di Forno.
I responsabili del massacro, che costò la vita a ventidue persone di cui due partigiani, furono dei membri della Fallschirm-Panzer-Division 1 "Hermann Göring", dei battaglioni 905 e 906 della 135ª Brigata da Fortezza della Luftwaffe, di un reparto del Battaglione Lupo della Xª Flottiglia MAS, di un reparto della Guardia Nazionale Repubblicana e di un reparto reclute della Divisione San Marco.

## Gli antefatti
Nei primi mesi del 1944, i partigiani operanti nella zona compresa tra Casola in Lunigiana e Fivizzano iniziarono a organizzarsi in un organico di tipo militare inquadrandosi in divisioni facenti capo ad un unico comando, con comandanti di distaccamento e commissari politici, riuscendo anche a stabilire un contatto con gli Alleati per ricevere armamenti e altre tipologie di equipaggiamento.
Le principali formazioni partigiane presenti sul territorio erano la banda Marini, guidata da Domenico Azzari "Giulio Candiani" e attiva nella zona attorno a Mommio, la banda di Almo Bertolini "Oriol" a Sassalbo e la banda di Angelo Sante Marini "Diavolo Nero" tra Regnano di Casola, il Monte Argegna e Mommio.
L'aiuto da parte degli Alleati avveniva con cadenza quindicinale tramite rifornimenti aviolanciati nella zona di Piano di Massiciana, un’area collocata a nord del paese di Mommio nella quale si era insediata anche la banda Marini.
Il campo di lancio si trovava non lontano da Fivizzano, cittadina in cui da poco si era insediato un importante presidio nazifascista. Il presidio occupava una posizione ampiamente strategica, essendo il Fivizzanese attraversato sia dalla strada Statale 63 del Passo del Cerreto che dalla statale 445 del Passo dei Carpinelli.
La prima rappresentava un'importante via di collegamento tra il nord Italia ed il centro oltre che con il Porto della Spezia, dove sorgeva tra l'altro l'arsenale militare, mentre la seconda era una strada che univa il territorio della Lunigiana e quello della Garfagnana nel quale erano presenti vari presidi nazifascisti.
Vista la vicinanza del presidio nazifascista di Fivizzano, il campo lancio di Piano di Massiciana risultava facilmente individuabile e accessibile. Attirò quindi l'attenzione dei militari del presidio tanto che alcuni membri della RSI fecero pressioni affinché venisse effettuato un rastrellamento.
Il 30 aprile del 1944, in seguito a un problema di comunicazione tra i distaccamenti partigiani di Mommio e Sassalbo in merito al lancio di equipaggiamenti, accade un incidente: la segnalazione errata della posizione di destinazione e raccolta fece sì che la maggior parte del materiale cadesse direttamente sull'abitato di Mommio.
Il contenuto dei pacchi aviolanciati venne trafugato dagli abitanti del luogo, già stremati dalla povertà e dal razionamento, che trattennero la maggior parte dei vestiti, delle scarpe, del cibo e dell'equipaggiamento militare, nascondendola nelle stalle e nelle abitazioni dislocate nel paese. Nonostante la pressione di Azzari e dei suoi uomini che ne richiedevano la restituzione, solo una piccola parte, principalmente le armi, venne recuperata.

## L'eccidio
Il 4 maggio del 1944, alle prime luci dell'alba, iniziarono le operazioni di rastrellamento sotto il comando del colonnello Kurt Almers, comandante della 135ª Brigata da Fortezza della Luftwaffe di stanza alla Spezia. Nelle operazioni vennero impiegati quasi 2.000 soldati appartenenti a diverse formazioni militari: nello specifico alla Compagnia del reparto esplorante motorizzato della Divisione Paracadutisti Corazzata “Hermann Göring”, a un battaglione della Xª Flottiglia MAS, ai battaglioni 905 e 906 della 135ª Brigata da Fortezza della Luftwaffe, alla Guardia Nazionale Repubblicana, a un reparto reclute Divisione San Marco ed alla Guardia di Finanza. In appoggio erano presenti anche alcuni squadristi di Castelnuovo di Garfagnana, Piazza al Serchio e Carrara.
I militari appartenenti alla Guardia di Finanza furono utilizzati per formare un posto di blocco sulla strada statale nei pressi di Fivizzano. Le forze nazifasciste erano suddivise in cinque colonne provenienti dalle province di Massa-Carrara, La Spezia, Lucca e Reggio Emilia. Tre colonne, partite da Pontremoli, La Spezia e Carrara, conversero su Aulla e poi si diressero verso Fivizzano. All'altezza di Cormezzano parte dei militi della Xª MAS e del battaglione San Marco imboccarono la SS 445 in direzione Casola. Il resto delle forze nazifasciste, più il contingente proveniente dal reggiano, si diresse verso la valle del Rosaro, chiudendo tra due fuochi gli abitati di Sassalbo e Mommio. Una volta giunta presso Casola la colonna fascista si divise ulteriormente: i militi della San Marco si diressero verso Regnano mentre quelli della Xª MAS verso Minucciano. In quest'ultimo paese e a Giuncugnano furono raggiunti da una colonna, forte di ben 10 autocarri, proveniente dalla Garfagnana, comandata dal prefetto di Lucca Mario Piazzesi. Il contingente era costituito da militi della Guardia Nazionale Repubblicana di Lucca, da squadristi della zona, al comando del segretario del fascio repubblicano Francesco Diamantini e da militari tedeschi.
Tutte le colonne erano fornite di vari automezzi blindati, artiglieria e aerei per la ricognizione.
A Sassalbo non si registrarono scontri a fuoco o episodi di rappresaglia contro i civili in quanto i partigiani che operavano nella zona si erano rifugiati preventivamente sul vicino monte La Nuda, mentre parte della popolazione era riuscita a trovare riparo nelle zone limitrofe. Inoltre, ogni materiale che potesse ricondurre ad un'attività partigiana nel paese venne abilmente occultato e durante la perquisizione degli edifici non fu rinvenuta nessuna prova.
Per quanto riguarda Mommio, le cose andarono diversamente. Una colonna tedesca sorprese infatti i partigiani insediati in prossimità del piano di Massiciana e, dopo un breve scontro a fuoco, fece alcuni prigionieri e si impossessò di un grande quantitativo del materiale di lancio degli Alleati.
La zona di rifornimento e il paese di Mommio vennero interamente occupati, gli edifici furono sottoposti ad ispezione nella ricerca del materiale ricevuto tramite i lanci, e tutta la popolazione venne controllata per verificare la presenza di eventuali partigiani nascosti.
Nel corso della perlustrazione vennero rinvenuti nella abitazioni e nei fienili del paese diversi materiali, come stoffa dei paracadute, armi e munizioni, che rappresentarono probabilmente le ragioni delle successive azioni dei militari. Quando fu recuperato tutto il materiale venne caricato su più carri e il parroco, e altri uomini fatti prigionieri furono obbligati a trainarli fino al paese di Fivizzano come bestie da soma.
Nel corso del rastrellamento il totale delle persone uccise fu di ventidue. Sette di loro, fra cui i partigiani presi prigionieri a Piano di Massiciana, furono fucilate tramite esecuzione nella piazza del paese. Altri uomini, tra cui contadini e pastori che si trovavano nei dintorni, vennero trucidati mentre stavano lavorando e, infine, alcuni altri morirono probabilmente dopo sevizie in seguito agli interrogatori presso la casa cantoniera del Passo del Cerreto. Tutte le donne ed i bambini invece furono risparmiati, mentre gli animali domestici e il bestiame vennero abbattuti o razziati.
I militari appiccarono il fuoco e la maggior parte degli edifici, tra cui fienili, stalle e pagliai, venne distrutta dalle fiamme o demolita dalle bombe a mano, privando gli abitanti delle poche risorse a loro disposizione. Solo due abitazioni su settantadue furono risparmiate dalla devastazione e rimasero in piedi.
Circa 170 uomini furono fatti prigionieri e condotti a Fivizzano, dove vennero rinchiusi nel cinematografo comunale, per poi essere trasportati al campo di raccolta di Marinella di Sarzana. Dopo le pratiche di identificazione molti furono deportati come forza lavoro nei campi di concentramento in Germania.

## Le conseguenze
Il rastrellamento ebbe gravose conseguenze sul paese e sui suoi abitanti, che nei mesi successivi dovettero procedere alla ricostruzione delle case e degli altri edifici andati distrutti, oltre che cercare di rifornirsi di beni primari per il proprio sostentamento. Alla fine della guerra il paese subì un importante spopolamento: la maggior parte degli abitanti si spostò in altre parti di Italia e alcune famiglie emigrarono all'estero.
Gli eventi del 4 e 5 maggio del 1944 crearono un'importante ferita nel movimento partigiano del luogo, anche a causa dell'interruzione del rifornimento da parte degli Alleati nella zona del Fivizzanese che era stata oggetto del rastrellamento. Inoltre, la banda dei partigiani di Mommio fu duramente colpita, avendo subìto la perdita della maggior parte degli armamenti e di alcuni uomini.
Solo i partigiani che operavano a Sassalbo riuscirono successivamente a tornare operativi in quanto, durante i giorni del rastrellamento, erano riusciti a salvaguardare la maggior parte degli equipaggiamenti e a non subire perdite di uomini. Dopo un periodo necessario per riorganizzare le squadre, tornarono quindi a operare nella loro zona di competenza.
La metodologia utilizzata dai militari nazifascisti durante l’eccidio di Mommio rappresenta il metodo di repressione che venne utilizzato per la lotta anti partigiana nei mesi successivi e che fu la causa delle numerose stragi che avranno luogo in tutte le aree limitrofe.

## I processi
Il 6 luglio del 2011 il Tribunale militare di Verona, nel corso di un procedimento che riguardava diverse stragi nazifasciste compiute nell'Appenino Tosco-Emiliano, condannò all'ergastolo come responsabili dell’eccidio di Mommio i sottotenenti Hans Georg Karl Winkler, Fritz Olberg, Ferdinand Osterhaus e il sergente Wilhelm Stark,  tutti appartenenti al reparto esplorante della Hermann Göring.
Successivamente, il 26 ottobre 2012, vennero assolti dal Tribunale militare di Roma gli imputati ancora in vita (Hans Georg Karl Winkler, Ferdinand Osterhaus e Wilhelm Stark).
Il 19 marzo 2014, tramite delibera della Cassazione, venne avviato un nuovo processo a carico degli imputati ancora in vita, cioè Wilhelm Stark e Hans Georg Karl Winkler. Quest’ultimo risulterà effettivamente condannato, in quanto unico imputato ancora in vita al momento della proclamazione della condanna.

## Monumenti e omaggi
In ricordo della strage è stato eretto un monumento alle vittime collocato all'ingresso del paese e sono state collocate delle lapidi commemorative nel cimitero e presso la casa cantoniera del Passo del Cerreto.
All'interno del borgo di Mommio è stato creato dalla sezione Anpi Hans e Sophie Scholl di Casola in Lunigiana-Fivizzano, in collaborazione con l’amministrazione comunale di Fivizzano, un "Sentiero della Memoria" che si snoda lungo le strade e i luoghi interessati dai fatti in oggetto. Lungo il sentiero sono stati posti pannelli commemorativi in cui si ricostruiscono le fasi del rastrellamento, si narrano le storie delle vittime e si raccontano le vicende dei partigiani.

## Vittime
- Babbini Arturo
- Babbini Erminio
- Bianchi Domenico Romeo
- Cappelli Ovidio
- Conti Luigi
- Fiori Carlo Giuseppe
- Incerti Luigi
- Lazzerini Baldino Giovanni
- Lazzerini Cesare Ubaldo
- Lombardi Giuseppe
- Menini Ivo
- Ottavio Manfroni
- Palmieri Antonio
- Pietrelli Mario Giuseppe
- Pinelli Guido
- Rosselli Sirio
- Rossi Lino
- Savina Guido
- Signani Angiolino
- Traversi Nello
- Nardini Bertolo
- Sconosciuto